# Sádek (district de Svitavy)
Pour les articles homonymes, voir Sádek.
Sádek (en allemand : Baumgarten) est une commune du district de Svitavy, dans la région de Pardubice, en République tchèque. Sa population s'élevait à 569 habitants en 2024.

## Géographie
Sádek se trouve à 4 km au sud-ouest de Polička, à 19 km au sud-ouest de Svitavy, à 50 km au sud-est de Pardubice et à 136 km à l'est-sud-est de Prague.
La commune est limitée par Oldřiš au nord, par Kamenec u Poličky à l'est, par Korouhev au sud et par Telecí à l'ouest.

## Histoire
La première mention écrite du village date de 1557.

## Galerie

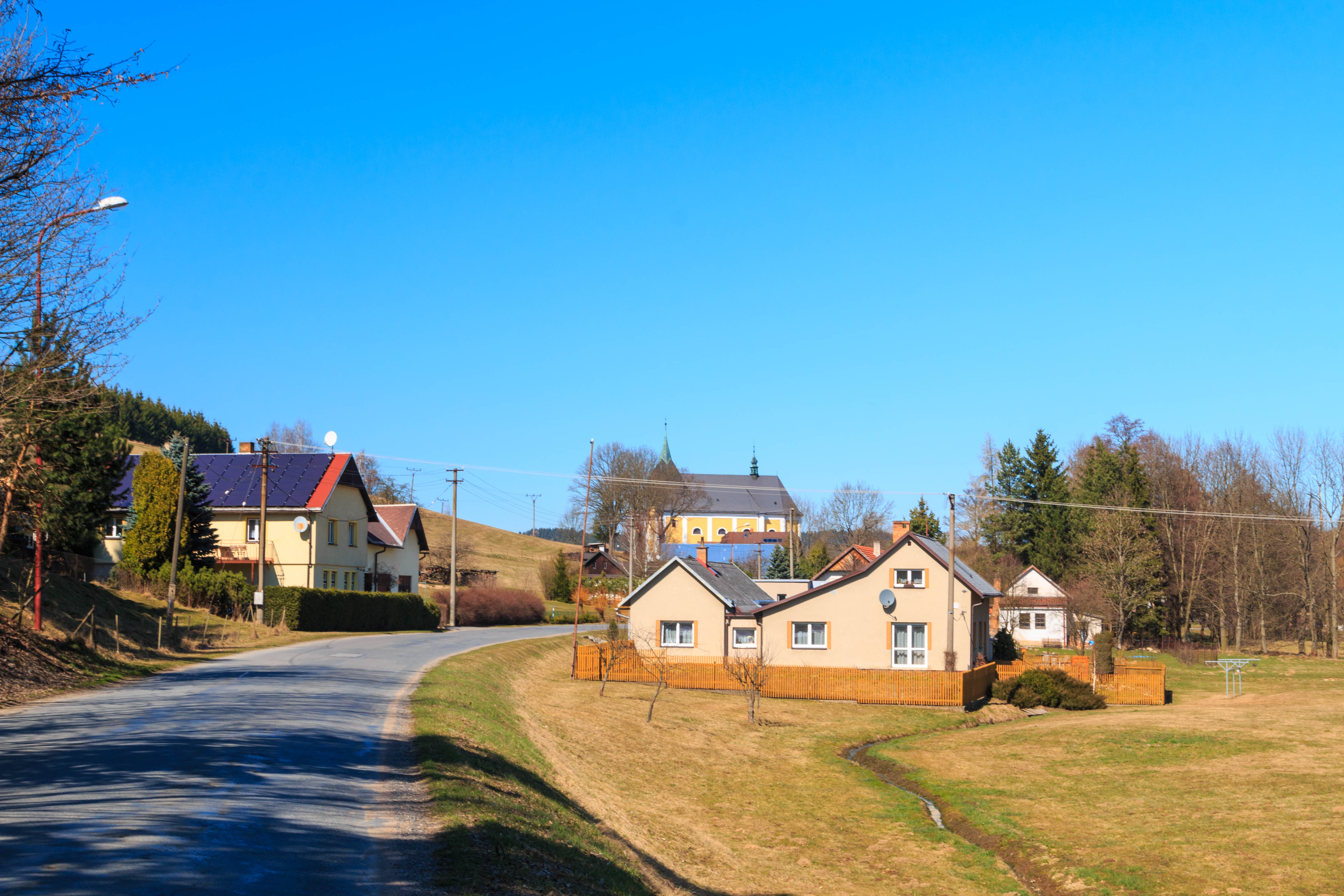
Rue de Sádek.
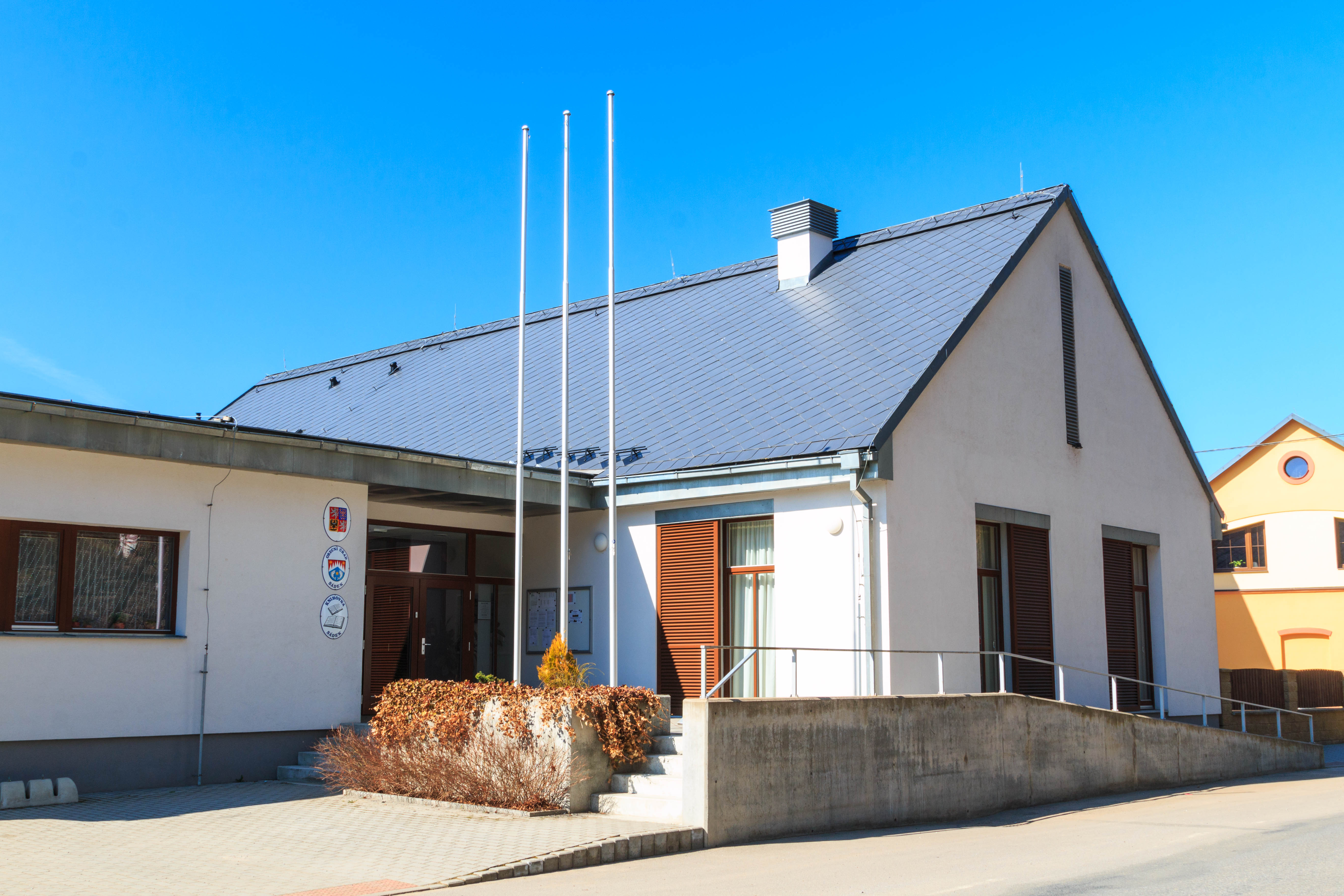
Sádek : la mairie.

## Transports
Par la route, Sádek se trouve à 4 km de Polička, à 21 km de Svitavy, à 62 km de Pardubice et à 177 km de Prague.